# كبريتات باريوم ثنائي الفينيلامين
كبريتات الباريوم ثنائي الفينيلامين هي عبارة عن مؤشر يستخدم في عمليات المعايرة.
- الصيغة الجزيئية: C24H20BaN2O6S2
- الكتلة المولية: 633.882
- المظهر: كبريتات الباريوم ثنائي الفينيلامين -4-؛ كبريتات الباريوم ثنائي الفينيلامين -4-[1]